# 毎日新聞大阪本社
毎日新聞大阪本社（まいにちしんぶんおおさかほんしゃ）は、西日本（近畿・北陸・中国・四国。四国以外はそれぞれ一部を除き、かつ三重県の一部地域を含む）向けに毎日新聞を印刷・発行する毎日新聞社の地域本社。1970年代までは本社と本店を大阪に置いてきたが、その後経営悪化とそれに伴う経営改革により本社・本店を東京都千代田区（毎日新聞東京本社）に移転した。

## 沿革
1876年（明治9年）2月20日に創刊した『大阪日報』を源流として1888年（明治21年）11月20日に創刊した『大阪毎日新聞』を前身とする。大阪毎日は「大毎」（だいまい）の通称で『大阪朝日新聞』（朝日新聞大阪本社の前身）と激しい拡販競争を繰り広げ、1911年に東京の日報社を合併して『東京日日新聞』（東日）を引き継ぎ、東日本を東日、西日本を大毎とその付録紙の『中京毎日』（毎日新聞中部本社の前身）・『西部毎日』（毎日新聞西部本社の前身）が管轄する全国紙体制を確立する。
1943年（昭和18年）1月1日、東日と全国で題号を統一して現在の『毎日新聞』とする。以降も長らく毎日新聞社の登記上の本店は大阪に置かれ続けており、役員会や株主総会なども大阪本社で行われていた。
1947年（昭和22年）6月6日、昭和天皇が大阪本社に行幸（昭和天皇の戦後巡幸）。
1956年（昭和31年）、毎日大阪会館北館が完成。2年後の1958年（昭和33年）には南館も完成し、大幅増床が成った。
1977年（昭和52年）、東京本社が入居するパレスサイドビルディングの建設費負担が重荷となって毎日新聞社の経営が悪化。毎日新聞社は「新旧分離方式」で経営再建を図り、大阪の本部は「株式会社毎日新聞社」（旧社。後に「株式会社毎日」に社名変更）と改めた上で、負債の整理・清算に専念。新聞・雑誌・書籍といった出版物の発行部門は東京都千代田区に新たに設立した「毎日新聞株式会社」（新社。後に「株式会社毎日新聞社」に社名変更）に移動し、本社機能を名実共に東京へ移した。この際には従業員・社屋・印刷施設などを旧社から新社へ賃借するという形を取って運営し続けたが、1985年に会社の負債が解消したことを受けて、形式上は旧社が新社を吸収合併する形を採って再統合した。この際に旧社は登記上の本店を東京都千代田区に移しているため、現在の大阪本社は登記上の本店ではなく名古屋の中部本社・北九州の西部本社と同様の拠点事業所の一つという扱いになっている。
1992年（平成4年）12月14日、大阪毎日新聞以来70年間使用してきた堂島から西梅田へ本社を移転する。大阪本社は1970年代に大阪市東区（現・中央区）法円坂の現在難波宮跡公園となっている場所に移転する計画があったが、この場所は飛鳥時代から奈良時代にかけて古代日本の首都だった難波京の中心地で、埋蔵文化財調査の結果史跡に指定されることになり、前後して毎日新聞社（初代）の経営悪化もあり計画は中止となった。その後当時の市長西尾正也から旧国鉄梅田貨物駅南コンテナホーム跡地再開発（現・オオサカガーデンシティ）によって発生する土地との等価交換という提案を受け、計画を再開した経緯がある。
大阪毎日新聞の名残としては、毎日新聞GHD・毎日新聞社および関連企業の社員を対象とする職域信組毎日信用組合の本店が現在も大阪本社内にある。また日本初の点字刊行物として1922年から発行を継続している『点字毎日』の編集・制作と、選抜高校野球の運営がどちらも旧大毎時代に立ち上げられた名残から大阪本社で行われている。

## 大阪本社概要
毎日新聞大阪本社
- 大阪府大阪市北区梅田三丁目4番5号 毎日新聞ビル 〒530-8251　
  - 1992年までは、大阪市北区堂島1丁目の現在、堂島アバンザが建っている場所に本社があった。

### 拠点・取材網
近畿・北陸・中国・四国と管轄地域としている。
- 北陸総局 石川県金沢市広岡一丁目2番20号

#### 支局
おおさか、関西空港・大阪南（泉佐野）、京都、学研・宇治、舞鶴、神戸、阪神（尼崎）、姫路、豊岡、淡路（洲本）、奈良、和歌山、田辺、大津、彦根、名張、福井、富山、岡山、倉敷、広島、呉、尾道、福山、鳥取、米子、松江、徳島、高松、松山、高知
新潟県は東京本社、山口県と島根県石見地方は西部本社の管轄となっている。三重県はかつては全域が中部本社の管轄となっていたが、1993年3月1日に伊賀市、名張市、熊野市、南牟婁郡御浜町・紀宝町が大阪本社の管轄に移行した。
毎日新聞では北陸地方（福井、石川、富山の3県で新潟を除く）は大阪本社の管轄であるが、他紙では朝日新聞が富山県のみが一時期東京本社の管轄となっていた。読売新聞は福井県のみ大阪本社の管轄とし、あとは東京本社傘下の北陸支社が富山県高岡市の社屋で独自に編集発行を行っている。富山・石川の2県は読売新聞と北陸中日新聞、北國新聞・富山新聞、北日本新聞の4グループがしのぎを削っている。
なお、島根県石見地方では2009年までに朝日、読売の発行本社が大阪本社に統一されたが、毎日新聞は、2010年現在も出雲地方と隠岐島など東部は大阪本社、石見地方は西部本社の管轄になっている。
富山県は大阪本社の管轄だったが、輸送コストの高騰に加えて、発行部数の減少などから、2024年9月を持って、販売店を通した宅配、ならびに県内主要駅・コンビニ売店の即売とも販売を取りやめることになった。今後は電子版か、郵送での購読を促す

### 夕刊発行（セット版）地域
- 夕刊は近畿地方2府3県（滋賀県の全域、丹後半島・播磨地方・紀伊半島南部といった山間部など一部除く）のみにて発行しており、近畿地方のカッコ括りの地域・中四国・北陸地方は朝刊単独（統合版）である。[5]
- 2024年3月8日朝刊で、大津市、姫路市、加古川市、高砂市では同4月[注 5]より夕刊の配布を休止、統合版に移行すると発表した[6]。毎日新聞社では「スマートフォンなどの情報端末の普及や、読者の夕刊に対するニーズの変化を踏まえ、今後は朝刊一本に特化した形で届けることにした」と説明している[7]。

### 印刷工場
- 高速オフセット　摂津工場（大阪府摂津市）
- 同　堺工場（大阪府堺市）
- ニュース・フロー高松工場（四国新聞社系列　香川県高松市　2020年11月30日から）[8]
- 毎日新聞中四国印刷・高速オフセット岡山工場（岡山県倉敷市　2020年11月29日まで）

※毎日岡山工場は、災害時の印刷協定として、産経新聞大阪本社（印刷所・岡山県岡山市・山陽新聞社新聞製作センター、香川県坂出市・メディアプレス瀬戸内・読売新聞大阪本社坂出工場に委託。2016年10月までは、産経新聞印刷の子会社・サンケイ瀬戸内印刷の岡山市の工場で直接印刷していた）と業務提携しており、双方のどちらかが印刷不可能となった時に相互に委託印刷できるようにしている。
※なお、毎日岡山工場は2020年3月16日に行われた臨時取締役会で、同年12月をもって自社工場を閉鎖し、中四国地方向け（鳥取県・島根県・山口県を除く）の毎日新聞は高松市の四国新聞系の印刷所「ニュース・フロー高松工場」、スポーツニッポンは岡山市の山陽新聞社新聞製作センターにそれぞれ印刷業務を委託すると発表された。

## 番組表収録放送局
読売新聞大阪本社版では2009年3月30日から、産経新聞大阪本社版では2022年4月ごろから、それまでNHK Eテレ（教育テレビ）を左端、NHKテレビ（総合テレビ）をその次に掲載していたものを、順番を入れ替えてNHKテレビを左端、その次にEテレを掲載するようになったが、毎日新聞大阪本社版では現在でもEテレが左端に掲載されるレイアウトになっている（※朝日・読売・産経（大阪本社版）のテレビ欄は民放局に関してはアナログ放送のチャンネル順、日経は、地デジのリモコンキーID順で掲載されている）。
1990年代の一時期、大阪本社版では夕刊、それ以外は朝刊のハーフサイズで掲載される放送局の番組表の下段に、各地域ごとの収録局の電話番号をまとめて掲載していた時期があったが、現在は各放送局ごとに局名カットの下に掲載されている。

### 大阪版、神戸阪神版
最終面（テレビ）
- 地上波フルサイズ：NHK Eテレ、NHKテレビ、MBSテレビ、ABCテレビ、カンテレ、読売テレビ、テレビ大阪
- 地上波ハーフサイズ：サンテレビ、京都テレビ

中面（ラジオ）※近畿版
- 中波ハーフサイズ：MBS エムラジ、ABC 朝日、OBC 大阪、CRK 関西、KBS 京都、WBS 和歌山
- FMハーフサイズ：FM802、FM大阪、α-STATION、Kiss-FM、FM COCOLO、e-radio
- 中波 クォーターサイズ：JRT 四国、RSK 山陽、BSS 山陰、CBC 中部日本、TOKAI RADIO
- FM クォーターサイズ：FM三重

### 兵庫版（神戸阪神を除く）、丹但播淡版
最終面（テレビ）
- 地上波フルサイズ：NHK Eテレ、NHKテレビ、MBSテレビ、ABCテレビ、カンテレ、読売テレビ、サンテレビ、テレビ大阪※京都テレビは非掲載。

中面（ラジオ）
大阪版と同一（近畿版）

### 京都版
最終面（テレビ）
- 地上波フルサイズ：NHK Eテレ、NHKテレビ、MBSテレビ、ABCテレビ、カンテレ、読売テレビ、京都テレビ
- 地上波ハーフサイズ：テレビ大阪
- 地上波クォーターサイズ：サンテレビ、奈良テレビ

中面（ラジオ）
大阪版と同一（近畿版）

### 滋賀版
最終面（テレビ）
- 地上波フルサイズ：NHK Eテレ、NHKテレビ、MBSテレビ、ABCテレビ、カンテレ、読売テレビ、びわ湖テレビ
- 地上波ハーフサイズ：京都テレビ、テレビ大阪

中面（ラジオ）
大阪版と同一（近畿版）

### 奈良版
最終面（テレビ）
- 地上波フルサイズ：NHK Eテレ、NHKテレビ、MBSテレビ、ABCテレビ、カンテレ、読売テレビ
- 地上波ハーフサイズ：京都テレビ、奈良テレビ、テレビ大阪（但し、京都及び奈良より小さめ）
- 地上波クォーターサイズ：サンテレビ、テレビ和歌山

中面（ラジオ）
大阪版と同一（近畿版）

### 和歌山版
最終面（テレビ）
- 地上波フルサイズ：NHK Eテレ、NHKテレビ、MBSテレビ、ABCテレビ、カンテレ、読売テレビ
- 地上波ハーフサイズ：テレビ和歌山、テレビ大阪、サンテレビ、奈良テレビ

中面（ラジオ）
大阪版と同一（近畿版）

### 三重県伊賀版
最終面（テレビ）
- 地上波フルサイズ：NHK Eテレ、NHKテレビ、MBSテレビ、ABCテレビ、カンテレ、読売テレビ
- 地上波ハーフサイズ：三重テレビ、CBCテレビ
- 地上波クォーターサイズ：メ〜テレ、東海テレビ、中京テレビ、奈良テレビ

中面（テレビ）
- 地上波ハーフサイズ：NHKテレビ中部、NHK Eテレ中部

※伊賀地方で販売されている伊賀版のNHK総合・Eテレは最終面では大阪基準の番組表を掲載しているが、三重県が津放送局（総合）、名古屋放送局（Eテレ）のエリアであるのに配慮して中面（第2テレビ欄）に総合・Eテレの名古屋基準の番組表を掲載している。
中面（ラジオ）
- 中波ハーフサイズ：MBS エムラジ、ABC 朝日、WBS 和歌山、KBS 京都
- FMハーフサイズ：FM三重、αSTATION、ZIP-FM、e-radio、FM802、FM大阪
- 中波クォーターサイズ：OBC 大阪、CRK 関西、CBC 中部日本、TOKAI RADIO、ぎふチャン
- FMクォーターサイズ：FM CO・CO・LO

### 富山・石川・福井版 （『富石福』と表記。2024年4月2日から北陸3県共通）
※上記の通り、2024年9月30日を以て富山県での販売を取りやめたが、同年10月以降も番組表の変更なく、在冨山の放送局の番組表も掲載し続けている。
最終面（テレビ）
- 地上波フルサイズ：NHK Eテレ、NHKテレビ（リモコンキーID番号は上に1、下に富山3と記載）
- 地上波ハーフサイズ：FBCテレビ、福井テレビ、MROテレビ、HAB、石川テレビ、テレビ金沢、KNBテレビ、チューリップテレビ、BBT、ABCテレビ
- 地上波ハーフサイズ（但し、他よりやや小さめ）：MBSテレビ
- 地上波クォーターサイズ：京都テレビ、びわ湖テレビ

中面（ラジオ）
- 中波ハーフサイズ：KNB 北日本、MRO 北陸、FBC 福井、KBS 京都、MBS エムラジ、ABC 朝日
- FMハーフサイズ：FMとやま、FM石川、FM福井、αSTATION、FM802、FM大阪
- 中波クォーターサイズ：OBC 大阪、CRK 関西、CBC 中部日本、TOKAI RADIO、ぎふチャン
- FMクォーターサイズ：e-radio

### 鳥取版
最終面（テレビ）
- 地上波フルサイズ：NHK Eテレ、NHKテレビ、BSSテレビ、日本海テレビ、TSKさんいん中央、ABCテレビ、サンテレビ
- 地上波ハーフサイズ：TSCテレビせとうち、瀬戸内海テレビ

### 島根版
最終面（テレビ）
- 地上波フルサイズ：NHK Eテレ、NHKテレビ、BSSテレビ、日本海テレビ、TSKさんいん中央、広島ホームテレビ、TSCテレビせとうち、サンテレビ

### 岡山版
最終面（テレビ）
- 地上波フルサイズ：NHK Eテレ、NHKテレビ、RSKテレビ、OHKテレビ、西日本テレビ、瀬戸内海テレビ、TSCテレビせとうち
- 地上波ハーフサイズ：サンテレビ
- 地上波クォーターサイズ：MBSテレビ、RCCテレビ

中面（ラジオ）※広島岡山版
- 中波ハーフサイズ：RCC 中国、RSK 山陽、RNC 西日本、BSS 山陰、RNB 南海、MBS エムラジ、ABC 朝日
- FMハーフサイズ：広島FM、FM岡山、FM 愛媛、FM香川、Kiss-FM
- 中波クォーターサイズ：KRY 山口、OBC 大阪、CRK 関西、JRT 四国、RKC 高知
- FMクォーターサイズ：FM山口

### 広島版
最終面（テレビ）
- 地上波フルサイズ：NHK Eテレ、NHKテレビ、RCCテレビ、広島テレビ、広島ホームテレビ、TSS
- 地上波ハーフサイズ：RSKテレビ、OHKテレビ
- 地上波クォーターサイズ：あいテレビ、南海テレビ、瀬戸内海テレビ、TSCテレビせとうち

中面（ラジオ）
岡山版と同一（広島岡山版）

### 徳島版
最終面（テレビ）
- 地上波フルサイズ：NHK Eテレ、NHKテレビ、四国テレビ、MBSテレビ、ABCテレビ、カンテレ
- 地上波ハーフサイズ：読売テレビ、テレビ大阪、サンテレビ、テレビ和歌山

中面（ラジオ）
- 中波ハーフサイズ：RNC 西日本、JRT 四国、RSK 山陽、MBS エムラジ
- FMハーフサイズ：FM香川、FMとくしま、FM岡山、FM愛媛、FM高知、FM大阪
- 中波クォーターサイズ：ABC 朝日、OBC 大阪、CRK 関西、WBS 和歌山、RCC 中国、RNB 南海、RKC 高知
- FMクォーターサイズ：FM802、Kiss-FM

### 香川版
最終面（テレビ）
- 地上波フルサイズ：NHK Eテレ、NHKテレビ、西日本テレビ、瀬戸内海テレビ、RSKテレビ、OHKテレビ、TSCテレビせとうち
- 地上波ハーフサイズ：サンテレビ、南海テレビ

中面（テレビ）
- 地上波ハーフサイズ：MBSテレビ、ABCテレビ、カンテレ、読売テレビ

中面（ラジオ）
- 中波ハーフサイズ：RNC 西日本、RSK 山陽、MBS エムラジ
- FMハーフサイズ：FM香川、FMとくしま、FM岡山、FM愛媛、FM大阪
- 中波クォーターサイズ：ABC 朝日、OBC 大阪、CRK 関西、JRT 四国、RCC 中国、RNB 南海、RKC 高知
- FMクォーターサイズ：FM802、Kiss-FM

### 愛媛東版
最終面（テレビ）
- 地上波フルサイズ：NHK Eテレ、NHKテレビ、あいテレビ、南海テレビ、テレビ愛媛、愛媛朝日テレビ
- 地上波ハーフサイズ以下：RSKテレビ、TSCテレビせとうち、西日本テレビ、瀬戸内海テレビ、OHKテレビ、RCCテレビ

### 愛媛版
- 地上波フルサイズ：愛媛東版と同一
- 地上波ハーフサイズ；広島テレビ、TSCテレビせとうち
- 地上波クォーターサイズ：広島ホームテレビ、TSS、瀬戸内海テレビ、RCCテレビ

中面（ラジオ）※高知愛媛版
- 中波ハーフサイズ：RNB 南海、RKC 高知、RNC 西日本、RCC 中国、JRT 四国、RSK 山陽
- FMハーフサイズ：FM愛媛、FM高知、FM香川、広島FM、FM岡山、FMとくしま
- 中波クォーターサイズ：OBC 大阪、CRK 関西、MBS エムラジ、ABC 朝日、OBS 大分
- FMクォーターサイズ：FM山口

### 高知版
- 地上波フルサイズ：NHK Eテレ、NHKテレビ、高知放送、テレビ高知、さんさんテレビ、瀬戸内海テレビ
- 地上波ハーフサイズ；あいテレビ、南海テレビ
- 地上波クォーターサイズ：テレビ愛媛、愛媛朝日、四国テレビ、宮崎テレビ

中面（ラジオ）
愛媛版と同一（高知愛媛版）

### 各版共通
最終面（テレビ）
- BSハーフサイズ：NHK BS、NHK BSプレミアム4K
- BSクォーターサイズ：BS日テレ、BS朝日、BS-TBS、BSテレ東、BSフジ、WOWOWプライム、BS10、BS11 イレブン、BS12トゥエルビ、NHK BS8K

※東京・北海道・中部版とは異なり、NHKのBSは一番右端1列に2局を掲載（大阪版、神戸阪神版はその隣がサン・京都）、在京キー系BSは地デジ番組表の下段右側にまとめて掲載している。
※BS松竹東急は2025年6月30日まで掲載されていたが、閉局のため掲載終了。後継のJCOM BSは非掲載。また、BS松竹東急が掲載されていたスペースは番組解説欄に転換された。
中面（テレビ）
- BS、CSクォーターサイズ：WOWOWライブ、同シネマ、WOWOWプラス、BSよしもと、BS10スターチャンネル、日本映画専門チャンネル、時代劇専門チャンネル、TBSチャンネル1、J SPORTS1、同2、同3、同4、（これより先ハーフサイズ） GAORA SPORTS、放送大学テレビ、同ラジオ
- 地上波1/8サイズ：NHK Eテレ サブ（放送大学ラジオの下）

※TBSチャンネル2、TBSニュースバードは未掲載。
※以前はDlife、BSアニマックス、ムービープラスが掲載されていたが、閉局や新規開局の都合で置き換えられた。
※2011年7月23日までは民放系BS番組欄があり、3月まではNHKハイビジョンチャンネルが掲載されていたが、NHKのBS2チャンネル再編に伴いその箇所はBSの見どころに変更された。
※スターチャンネルが再編された2024年6月1日から放送大学テレビとラジオが ハーフサイズに変更された。
※2025年2月28日を以って、WOWOW 4Kの掲載終了（閉局のため）その後継として、WOWOWプラスが掲載を開始した。
※香川版では放送大学テレビおよびラジオが未収録。
中面（ラジオ）
- 中波ハーフサイズ：NHK第1、NHK第2
- FMハーフサイズ：NHK-FM
- 短波1/4サイズ：NIKKEI

### 夕刊
最終面（テレビ）
- 地上波フルサイズ：NHK Eテレ、NHKテレビ、MBSテレビ、ABCテレビ、カンテレ、読売テレビ
- 地上波ハーフサイズ：テレビ大阪、サンテレビ、京都テレビ
- BSハーフサイズ：NHK BS、NHK BSプレミアム4K、WOWOWプライム
- 地上波1/4サイズ：奈良テレビ、びわ湖テレビ、テレビ和歌山

中面（テレビ）
- BS1/3サイズ：BS日テレ、BS朝日、BS-TBS、BSテレ東、BSフジ、スターチャンネル、BS11 イレブン、BS12トゥエルビ

中面（ラジオ）
- AM1/3サイズ：NHK第1、NHK第2、MBS エムラジ、ABC 朝日、OBC 大阪、CRK 関西、KBS 京都、WBS 和歌山
- FM1/3サイズ：NHK-FM、FM802、FM大阪、α-STATION、Kiss-FM、e-radio、FM CO・CO・LO

### 週間番組表

#### 近畿版
- フルサイズ：NHK Eテレ、NHKテレビ、MBSテレビ、ABCテレビ、カンテレ、読売テレビ、テレビ大阪
- 2/3サイズ：NHK BS、NHK BSプレミアム4K、
- 1/3サイズ：サンテレビ、京都テレビ、BS日テレ、BS朝日、BS-TBS、BSテレ東、BSフジ、WOWOWプライム、BS11 イレブン